# ميشيل كريستيانسن
ميشيل كريستيانسن (بالإنجليزية: Michele Christiansen)‏ هي قاضية ومحامية أمريكية، ولدت في 1970.